# Referendum na Słowacji w 2004 roku
Referendum na Słowacji w 2004 roku – referendum, które odbyło się 3 kwietnia 2004 r. na Słowacji. Ponieważ frekwencja wyniosła tylko 35,86% uprawnionych do głosowania referendum nie było wiążące prawnie. Głosującym zadawano następujące pytanie:
Ste za to, aby poslanci NR SR prijali ústavný zákon o skrátení III. volebného obdobia NR SR tak, aby sa voľby do NR SR konali v roku 2004? (słow.)
Czyli:
Czy chcesz, aby kadencja parlamentu została skrócona i wybory parlamentarne odbyły się w roku 2004?
86,78% głosujących głosowało za, a 11,93% głosowało przeciw, a 1,29% głosów było pustych i nieważnych.